# 第二代阿盖尔公爵约翰·坎贝尔
约翰·坎贝尔（John Campbell，1678年10月10日—1743年10月4日），第二代阿蓋爾公爵（2nd Duke of Argyll）和第一代格林威治公爵（1st Duke of Greenwich），蘇格蘭军人和贵族。
阿盖尔公爵第二出生于萨里的Petersham，1703年繼承阿盖尔公爵爵位和坎贝尔家族的领袖，1705年，因他曾積極推動英格蘭和蘇格蘭的聯合，支持联合法案，成為英格蘭貴族，被授于查塔姆男爵和格林威治伯爵，曾參加西班牙王位繼承战争。
1710年他被授嘉德骑士勋章，1736年他授于英国陆军元帅军衔。在他去世前一年，他任英国总司令职位。